# Wieża ciśnień w Śremie
Wieża ciśnień w Śremie – wieża ciśnień zbudowana w 1909 roku według projektu Ksawerego Geislera o wysokości 43,7 m.

## Historia
W 1907 roku w Śremie powstają Wodociągi Miejskie, które wspólnie z Gazownią tworzą jeden Zakład Komunalny. Aby zaopatrzyć mieszkańców w wodę, podjęto decyzję o budowie sieci wodociągowej, której centralnym punktem stała się wieża ciśnień ulokowana na lewym brzegu Warty. Jej budowę wraz z budynkami maszynowni i oczyszczalni wody z żelaza zrealizowało w latach 1908 – 1909 przedsiębiorstwo budowlane Gustawa Wilda. Projektantem wieży był inżynier Ksawery Geisler. Na najwyższym poziomie budynku znalazł się zbiornik mogący pomieścić 250 m³ wody.

### Powstanie wielkopolskie
27 grudnia do Śremu dotarła wiadomość o tym, że w Poznaniu wybuchło powstanie. W mieście stacjonował garnizon liczący kilkuset żołnierzy. Skauci, członkowie Sokoła i Straży Ludowej rozpoczęli przygotowania do walki. Informacje o nich dotarły do stacjonujących w mieście Niemców i 30 grudnia wieczorem po pertraktacjach, zanim rozpoczęto działania planowane na 31 grudnia, garnizon poddał się. Pierwszą polską flagę wywieszono na stojącej na wzniesieniu wieży ciśnień. Powiesili ją harcerze z drużyny Tadeusza Rejtana pod dowództwem Mariana Kujawskiego. W akcji udział wzięli również: Wincenty Klaczyński jako zastępca dowódcy, Jan Kil, Marian Tuszyński, Wiktor Rogalewski, Antoni Bartkowiak, Franciszek Reus, Owczarczak, brat Ignacego.

## Opis
Wieża została zbudowana z cegły na planie kwadratu. Czterokondygnacyjna z ostatnią kondygnacją nadwieszoną, wspartą na wydatnym gzymsie machikułowym. Dodatkowo czwartą kondygnację wyróżniają płaskie schodkowe szczyty nałożone na każdą z elewacji i ośmioboczne wieżyczki w narożach przykryte dachami wieżowymi. Cała budowla zwieńczona jest wysokim dachem namiotowym pokrytym dachówką ceramiczną. W szczycie dachu znajduje się ośmioboczna latarnia nakryta spiczastym hełmem. Elewacje wieży zostały wykonane z cegły klinkierowej, a podstawa jest licowana kamieniem. Od strony północnej znajduje się wejście ujęte w ozdobny portal w stylu neoromańskim.

## Tablica pamiątkowa
27 grudnia 2007 roku podczas obchodów 89 rocznicy wybuchu powstania wielkopolskiego obok wieży została umieszczona tablica upamiętniająca wydarzenia z 1918 roku. Umieszczono na niej obok wizerunku krzyża powstańczego nazwiska siedmiu harcerzy z drużyny im. Tadeusza Rejtana, którzy wzięli udział w akcji.

## Zabytek
Wieża została w 1985 roku wpisana do rejestru zabytków województwa wielkopolskiego pod numerem 2002/A z 21.05.1985. Właścicielem wieży jest gmina Śrem. W 2010 roku zakończono pierwszy etap remontu wieży. Przeprowadzono również przetarg na projekt zagospodarowania obiektu.

## Wieża Pamięci Powstania Wielkopolskiego
W 2018 roku podjęto decyzję o realizacji projektu zagospodarowana wieży jako przestrzeni rekreacyjnej, kulturalnej, edukacyjnej oraz turystycznej, który równocześnie nawiązuje do tradycji Powstania Wielkopolskiego w Śremie. Postanowiono podzielić przestrzeń na poziomy od -1. do 4. Każdy z nich będzie pełnił inną funkcję. Na poziomie -1. ma znaleźć się zaplecze z kawiarnią i szatnią, na poziomie 0. informacja turystyczna z wejściem na ściankę wspinaczkową. 22-metrowa przestrzeń pomieści obok ścianki windę prowadzącą na wyższe poziomy, a na ścianie zaplanowano umieścić mural i listę powstańców ziemi śremskiej. Na poziomie 1. zaplanowano część multimedialną połączoną ze śremskim panteonem niepodległości, a na poziomie 2., który znajdzie się na terenie dawnego zbiornika wody, planuje się urządzenie kopuły do projekcji sferycznej oraz części poświęconej historii wodociągów w Śremie. Atrakcją będzie poziom 4., na którym zaplanowano galerię widokową.
Projektu jednak nie zrealizowano, a w lipcu 2020 roku pojawiły się wokół wieży tablice z ostrzeżeniem przed spadającymi dachówkami.